# Piaggio Quargo
Il Piaggio Quargo è un veicolo commerciale prodotto dalla Piaggio dal 2004 al 2016 e facente parte della categoria dei quadricicli pesanti a motore, nato per sostituire l'Ape Poker.

## Contesto
Realizzato sullo stesso pianale di base del Piaggio Porter, dal quale riprende l'impostazione meccanica e parte della carrozzeria come le portiere, il Quargo è dotato di un motore diesel bicilindrico di 686 cm³ Lombardini da 13 kW (circa 18 CV) di potenza.
Consiste in un quadriciclo leggero che per essere condotto richiede la patente di guida B1 (poteva essere guidato anche da chi possiede le precedenti patenti di sottocategoria A1 e di categoria A, se conseguite entro il 18 gennaio 2013) disponibile nelle versioni pick-up, pick-up ribaltabile, furgone e kit centinato, con portata utile fino a 750 kg a seconda della versione.
Nel 2007 è stata presentata la versione aggiornata, dotata di freni a disco sulle ruote anteriori e di coppa olio di dimensioni maggiorate.
La produzione termina a fine 2016 quando, in seguito all'entrata in vigore delle norme antinquinamento Euro 4 per i quadricicli, il Quargo non venne adeguato.